# Орто (Ајова)
Орто (енгл. Otho) град је у америчкој савезној држави Ајова. По попису становништва из 2010. у њему је живело 542 становника.

## Демографија
Према попису становништва из 2010. у граду је живело 542 становника, што је -29 (-5.1%) становника више него 2000. године.
| Група             | 2000.       | 2010.       |
| Белци             | 553 (96,8%) | 521 (96,1%) |
| Афроамериканци    | 7 (1,2%)    | 3 (0,6%)    |
| Азијати           | 1 (0,2%)    | 0 (0,0%)    |
| Хиспаноамериканци | 5 (0,9%)    | 11 (2,0%)   |
| Укупно            | 571         | 542         |